# 格羅森巴赫河 (萊茨阿赫河支流)
47°51′21″N 11°52′25″E / 47.85587°N 11.87354°E

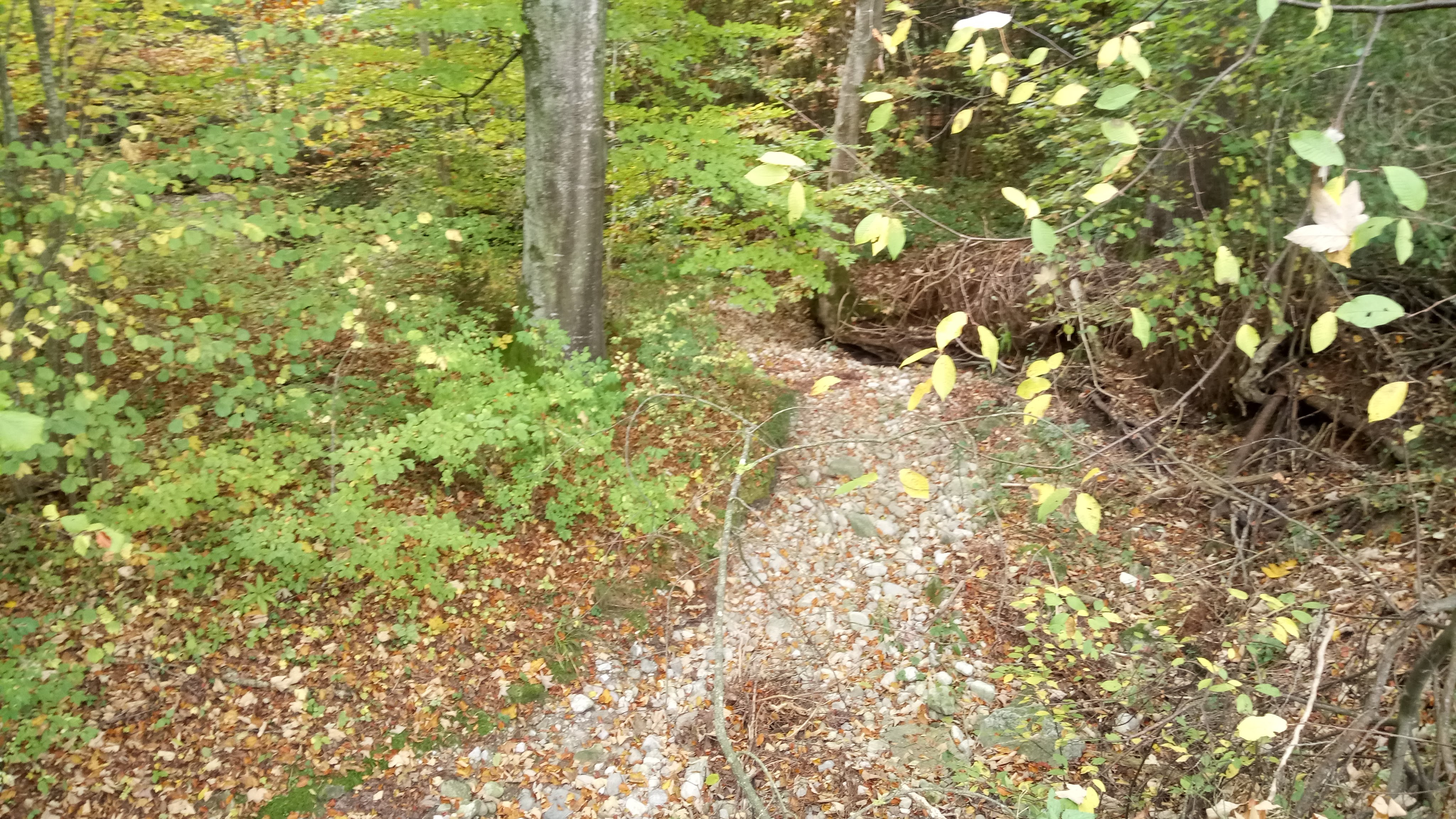

格羅森巴赫河是德國的河流，位於該國東南部，由巴伐利亞負責管轄，屬於萊茨阿赫河的右支流，河道全長2公里，發源自伊爾申貝格。